# Eunymphicus
Eunymphicus là một chi chim trong họ Psittacidae.